# Olympic (stacja MTR)
Olympic (chiński: 奧運) – jedna ze stacji MTR, systemu szybkiej kolei w Hongkongu, na Tung Chung Line. Została otwarta 22 czerwca 1998. 
Znajduje się w obszarze Tai Kok Tsui, w dzielnicy Yau Tsim Mong, w Nowych Terytoriach.